# Sé titular de Mitilene
Arcebispo de Mitilene (Archidiœcesis Mitylenensis) é um título eclesiástico, com a dignidade arquiepiscopal titular, que desde o século XIX é geralmente concedido ao bispo-auxiliar que desempenha as funções de vigário-geral do Patriarcado de Lisboa. O título corresponde à sé titular da antiga arquidiocese católica romana de Mitilene, actualmente integrada na Igreja Ortodoxa Grega. Entre 1718 e 1832 o título associado ao cargo de vigário-geral foi o de Arcebispo de Lacedemónia. Estes títulos arquiepiscopais inseriam-se no privilégio concedido ao Patriarcado de Lisboa do Patriarca ter como Vigário-Geral um Arcebispo-Auxiliar e não um Bispo-Auxiliar como é comum nas Arquidioceses mais importantes.
A última nomeação para arcebispo titular de Mitilene ocorreu a 21 de março de 1978 com D. Maurílio de Gouveia, sendo substituído como vigário-geral do Patriarcado de Lisboa por um bispo auxiliar de Lisboa e sucessivamente ocupado por outros bispos auxiliares sem que houvesse nomeação para esta sé titular. Actualmente o cargo de vigário-geral é ocupado por um cónego da Sé Patriarcal.

## História
Mitilene, na ilha de Lesbos, é uma antiga sede episcopal do patriarcado de Constantinopla. Inicialmente sufragânea da Arquidiocese de Rodes, mais tarde se tornou o arcebispado autocéfalo e depois a sé metropolitana.
No Notitiae Episcopatuum, do Patriarcado de Constantinopla, Mitilene aparece como uma Sé arquiepiscopal até o final do século IX. Por outro lado, no início do século X, o Notitia, tradicionalmente atribuído ao imperador Leão VI, Mitilene é contada entre as sés metropolitanas, no terceiro lugar entre as 51 metrópoles do patriarcado, indicativas de sua instituição recente. O próprio Notitia atribui a Mitilene cinco dioceses sufragâneas: Eresso, Strongili, Tênedos, Berbinon e Perperena. Um Notitia do século XII acrescenta a essas sufragâneas também a de Ieràs (Hiera ou Gerra), no golfo homônimo.
Após a Quarta Cruzada (1204), uma arquidiocese de rito latino foi erigida. Os bispos latinos são conhecidos desde o início do século XIII até o final do século XV.

## Prelados

### Bispos gregos
- Evágrio † (? - 359 deposto)
- Talão † (depois de 363)
- Eulógio ? † (mencionado em 413)
- Juano † (mencionado em 431)
- Florêncio † (antes de 449 - depois de 451)[7]
- Eunoio † (mencionado em 459)
- Zacarias † (mencionado em 536)
- Cristódolo † (segunda metade do século VII)
- Gregório † (antes de 680 - depois de 681)
- Sisínio † (antes de 691 - depois de 692)
- Jorge I † (primeira metade do século VIII)
- Damião † (mencionado em 787)
- Miguel I † (século VIII/IX)
- São Jorge II † (entre 804 e 815)
- Leão † (815 - antes de 843)
- São Jorge III † (entre 843 e 845/6)
- Miguel II † (na época do patriarca Fócio)
- Basílio † (mencionado em 879)
- Tomás I † (segunda metade do século X)
- Tomás II † (século XI)
- Neilo ? † (primeira metade do século XI)
- Constantino † (mencionado em 1054)

### Arcebispos Latinos
- Giovanni † (cerca 1205 - 20 de abril de 1240)
- Filippo † (11 de julho de 1345 - ?)
- Giovanni, O.P. † (5 de dezembro de 1353 - ?)
- Arnaldo di Molendino, O.Carm. † (15 de novembro de 1375 - ? nomeado bispo Nazarotensis)
- Ludovico de Monari, O.F.M. † (3 de julho 1405 - ?)
- Giovanni de Marra † (?)
- Angelo Fortis, O.P. † (19 de janeiro de 1405 - ?)
- Stefano di Firenze † (20 de maio de 1412 - 23 de dezembro de 1429)
- Angelo † (?)
- Ughetto di Valenza, O.P. † (26 de setembro de 1431 - ?)
- Doroteo † (1439 - ?)
- Leonardo di Chio, O.P. † (1 de julho 1444 - ?)
- Benedictus, O.S.B. (3 de Dezembro de 1459 — † 1481)
- Genesius (27 de Maio de 1482 — † 1489)
- Daniele di Birago † (5 de Julho de 1489 - 1495[8])

### Arcebispos Titulares
- João Cardoso Castelo (19 de março de 1719 — † 19 de dezembro de 1740)
- Niccolò Serra (14 de Janeiro de 1754 — † 14 de Dezembro de 1767)
- Patrick Everard (4 de Outubro de 1814 — nomeado arcebispo de Cashel (Cashel, Irlanda) em 15 de Dezembro de 1820)
- Domenico Genovesi  (17 de Dezembro de 1832 — † 8 de Janeiro de 1835)
- Manuel Bento Rodrigues da Silva  (24 de Novembro de 1845 — 15 de Março de 1852 confirmado bispo de Coimbra)
- Domingos José de Sousa Magalhães (7 de Março de 1853 —  † 19 de Fevereiro de 1872)
- António José de Freitas Honorato (25 de Julho de 1873 — 9 de Agosto de 1883 confirmado arcebispo de Braga)
- António Mendes Belo (24 de Março de 1884 — 13 de Novembro de 1884 confirmado bispo do Algarve
- João Rebelo Cardoso de Meneses (13 de Novembro de 1884 — 14 de Março de 1887 nomeado coadjutor do bispo de Lamego)
- Gaudêncio José Pereira (14 de Março de 1887 — 1 de Junho de 1888 confirmado bispo de Portalegre)
- Manuel Baptista da Cunha (1 de Junho de 1888 — 23 de Maio de 1899 confirmado arcebispo de Braga)
- Manuel Vieira de Matos (22 de Junho de 1899 — 2 de Abril de 1903 confirmado bispo da Guarda)
- José Alves de Matos (25 de Junho de 1903 — 9 de Dezembro de 1915 nomeado arcebispo-titular de Pessinus)
- João Evangelista de Lima Vidal (9 de Dezembro de 1915 — 23 de Maio de 1923 nomeado bispo de Vila Real)
- António Joaquim Pereira (18 de Dezembro de 1924 — resignou em 1926)
- Manuel Gonçalves Cerejeira (23 de Março de 1928 — 18 de Novembro de 1929 nomeado patriarca de Lisboa)
- Ernesto Sena de Oliveira (27 de Maio de 1931 — 15 de Junho de 1944 nomeado bispo de Lamego)
- Manuel Trindade Salgueiro (14 de Março de 1949 — 20 de Maio de 1955 nomeado arcebispo de Évora)
- Manuel dos Santos Rocha (23 de Março de 1956 — 14 de Dezembro de 1965 nomeado bispo de Beja)
- António de Castro Xavier Monteiro (3 de Fevereiro de 1966 — 1 de Julho de 1972 nomeado bispo de Lamego)
- Júlio Tavares Rebimbas (1 de Julho de 1972 — 3 de Novembro de 1977 nomeado bispo de Viana do Castelo)
- Maurílio Jorge Quintal de Gouveia (21 de Março de 1978 — 17 de Outubro de 1981 nomeado arcebispo de Évora)